# Slaný
Slaný (in tedesco Schlan) è una città della Repubblica Ceca facente parte del distretto di Kladno, in Boemia Centrale.

## Storia
Le cronache di Václav Hájek riportano che Slaný venne fondata nel 750, sul sito di un deposito di sale (Slaný in ceco sta per salato). I benedettini istituirono un ospedale e una chiesa nel 1136. Venceslao II di Boemia innalzò l'abitato alla dignità di città tra il 1295 e il 1305. La città fu catturata dai taboriti nel 1425, durante la crociata Hussita, e rimase sotto il loro dominio fino al 1434. Inoltre prese parte alla rivolta di Boemia che diede inizio alla guerra dei trent'anni, ed ebbe a soffrire molto dopo la battaglia della Montagna Bianca che si svolse nelle vicinanze.
Dalla metà del XIX secolo la lingua ceca divenne dominante. Lo sviluppo industriale iniziò circa intorno al 1860. Una fabbrica di produzione di batterie venne fondata nel 1918. Le principali infrastrutture e i servizi della città moderna vennero progressivamente aggiunte dalla seconda metà del XIX secolo.

## Monumenti e luoghi d'interesse
- Chiesa di San Gottardo
- Chiesa della Santissima Trinità
- Porta Velvary
- Cimitero ebraico di Slaný
- Monastero dei Carmelitani Scalzi